# Nejurîne, Svatove
Nejurîne (în ucraineană Нежурине) este un sat în comuna Kovalivka din raionul Svatove, regiunea Luhansk, Ucraina.

## Demografie
Componența lingvistică a localității Nejurîne
     Ucraineană (95,31%)
     Rusă (4,69%)
Conform recensământului din 2001, majoritatea populației localității Nejurîne era vorbitoare de ucraineană (95,31%), existând în minoritate și vorbitori de rusă (4,69%).